# Shimun II
Shimun II, o Shemon II (fl. XIV secolo), è stato un vescovo cristiano orientale siro, patriarca della Chiesa d'Oriente sul finire del XIV secolo.

## Biografia
Scelse probabilmente il suo nome in onore del vescovo di Seleucia-Ctesifonte, Simone bar Sabbae, vittima delle persecuzioni di Sapore II nel IV secolo e venerato come santo da molte Chiese cristiane. Shimun II è il capostipite di una lunga serie di patriarchi nestoriani con il nome di Simone, fino a Shimun XXI, che ha governato dal 1920 al 1975.
Di questo patriarca non si conosce praticamente nulla. Le tradizionali cronotassi dei patriarchi della Chiesa d'Oriente pongono il suo regno tra il 1365 e il 1392, dopo quello di Denha II, e a lui sarebbe succeduto un altro patriarca con lo stesso nome, Shimun III, il cui patriarcato si sviluppò all'inizio del XV secolo, tra il 1403 e il 1407.
Tuttavia alcune fonti coeve mettono in cristi il dato tradizionale. Il colophon di un manoscritto, conservato nel patriarcato greco-ortodosso di Gerusalemme, afferma che Denha II era ancora vivo il 16 agosto 1380, e questo dunque prolungherebbe il patriarcato di Denha II ben oltre il presunto anno d'inizio del patriarcato di Shimun II.
Inoltre, il Libro dell'ape di Salomone di Akhlât contiene una lista di patriarchi nestoriani, che originariamente si fermava al 1222 con la morte di Yab-Alaha II, ma che fu poi continuata da un autore del XV secolo fino alla sua epoca. In questa lista, i patriarchi del XIV e XV secolo si susseguono in questo modo: Timoteo, Denha, Simone (ossia Shimun), Elia e Simone. Per cui, secondo quest'antica fonte, esisterebbe un solo patriarca di nome Shimun, ossia Shimun II, tra Denha II e Elia IV.
Alcuni autori ritengono dunque che Shimun II abbia governato in un periodo compreso approssimativamente tra il 1385 e il 1405, e che Shimun III, se davvero è esistito, sia da spostare dopo Elia IV.
Durante il patriarcato di Shimun II, che pose la sede a Mosul, la Chiesa d'Oriente visse uno dei momenti più duri della sua storia, con l'affermarsi dell'Impero timuride, caratterizzato da un'intensa persecuzione dei cristiani. È in questo periodo che buona parte dei cristiani nestoriani abbandonano Baghdad e le pianure, per rifugiarsi tra le montagne, in particolare nella regione di Hakkâri e in Kurdistan.